# Xu Yifan
Xu Yifan o Xu Yi-fan (chino: 徐一幡 , nació el 8 de agosto de 1988 en Tianjin) es una jugadora de tenis profesional china que juega en el Circuito Femenino ITF / WTA. El 13 de julio de 2015, llegó a su más alto ranking en la WTA el cual fue el número 148 en el mundo en sencillos. El 11 de julio de 2016, llegó a su más alto ranking WTA en dobles el Nº 7 del mundo, en septiembre de 2020. Fue finalista en dobles femenino en el Abierto de China en Pekín 2008. El 2 de septiembre de 2014 fue cuartofinalista en el US Open 2014 en dobles femenino.

## Torneos de Grand Slam

### Dobles

#### Finalista (2)
| Año  | Torneo            | Pareja             | Oponentes en la final          | Resultado |
| 2019 | Wimbledon         | Gabriela Dabrowski | Su-Wei Hsieh Barbora Strýcová  | 2-6, 4-6  |
| 2020 | Abierto de EE.UU. | Nicole Melichar    | Laura Siegemund Vera Zvonareva | 4-6, 4-6  |

### Dobles mixto

#### Finalista (1)
| Año  | Torneo    | Pareja        | Oponentes en la final        | Resultado        |
| 2023 | Wimbledon | Joran Vliegen | Lyudmyla Kichenok Mate Pavić | 4-6, 7-6(9), 3-6 |

## Títulos WTA (14; 0+14)

### Dobles (14)
| Leyenda                                        |
| ---------------------------------------------- |
| Grand Slam (0)                                 |
| WTA Finals (0)                                 |
| WTA Elite Trophy (1)                           |
| Tier I, P. Mandatory & Premier 5, WTA 1000 (2) |
| Tier II, Premier, WTA 500 (6)                  |
| Tier III & IV, International, WTA 250 (5)      |

| N.º | Fecha                    | Torneos      | Superficie    | Pareja             | Oponentes en la final                 | Resultado           |
| --- | ------------------------ | ------------ | ------------- | ------------------ | ------------------------------------- | ------------------- |
| 1.  | 22 de septiembre de 2013 | Seúl         | Dura          | Chan Chin-wei      | Raquel Kops-Jones Abigail Spears      | 7-5, 6-3            |
| 2.  | 9 de agosto de 2015      | Stanford     | Dura          | Saisai Zheng       | Anabel Medina Arantxa Parra           | 6-1, 6-3            |
| 3.  | 18 de octubre de 2015    | Tianjin      | Dura          | Saisai Zheng       | Darija Jurak Nicole Melichar          | 6-2, 3-6, [10-8]    |
| 4.  | 6 de noviembre de 2016   | Elite Trophy | Dura (i)      | İpek Soylu         | Zhaoxuan Yang Xiaodi You              | 6-4, 3-6, [10-7]    |
| 5.  | 2 de abril de 2017       | Miami        | Dura          | Gabriela Dabrowski | Sania Mirza Barbora Strýcová          | 6-4, 6-3            |
| 6.  | 26 de agosto de 2017     | New Haven    | Dura          | Gabriela Dabrowski | Ashleigh Barty Casey Dellacqua        | 3-6, 6-3, [10-8]    |
| 7.  | 12 de enero de 2018      | Sídney       | Dura          | Gabriela Dabrowski | Yung-Jan Chan Andrea Hlaváčková       | 6-3, 6-1            |
| 8.  | 30 de junio de 2018      | Eastbourne   | Hierba        | Gabriela Dabrowski | Irina-Camelia Begu Mihaela Buzărnescu | 6-3, 7-5            |
| 9.  | 25 de mayo de 2019       | Núremberg    | Tierra batida | Gabriela Dabrowski | Sharon Fichman Nicole Melichar        | 4-6, 7-6(5), [10-5] |
| 10. | 17 de enero de 2020      | Adelaida     | Dura          | Nicole Melichar    | Gabriela Dabrowski Darija Jurak       | 2-6, 7-5, [10-5]    |
| 11. | 19 de marzo de 2022      | Indian Wells | Dura          | Zhaoxuan Yang      | Asia Muhammad Ena Shibahara           | 7-5, 7-6(4)         |
| 12. | 7 de agosto de 2022      | San José     | Dura          | Zhaoxuan Yang      | Shuko Aoyama Hao-Ching Chan           | 7-5, 6-0            |
| 13. | 27 de mayo de 2023       | Estrasburgo  | Tierra batida | Zhaoxuan Yang      | Desirae Krawczyk Giuliana Olmos       | 6-3, 6-2            |
| 14. | 24 de agosto de 2024     | Cleveland    | Dura          | Cristina Bucșa     | Shuko Aoyama Eri Hozumi               | 3-6, 6-3, [10-6]    |

#### Finalista (11)
| N.º | Fecha                    | Torneos           | Superficie    | Pareja             | Oponentes en la final              | Resultado        |
| --- | ------------------------ | ----------------- | ------------- | ------------------ | ---------------------------------- | ---------------- |
| 1.  | 23 de septiembre de 2007 | Pekín             | Dura          | Xinyun Han         | Chia-Jung Chuang Su-Wei Hsieh      | 6-7(3), 3-6      |
| 2.  | 28 de septiembre de 2008 | Pekín             | Dura          | Xinyun Han         | Anabel Medina Caroline Wozniacki   | 1-6, 3-6         |
| 3.  | 9 de enero de 2016       | Shenzhen          | Dura          | Saisai Zheng       | Vania King Monica Niculescu        | 1-6, 4-6         |
| 4.  | 16 de octubre de 2016    | Tianjin           | Dura          | Magda Linette      | Christina McHale Shuai Peng        | 6-7(8), 0-6      |
| 5.  | 7 de octubre de 2018     | Pekín             | Dura          | Gabriela Dabrowski | Andrea Hlaváčková Barbora Strýcová | 6-4, 4-6, [8-10] |
| 6.  | 11 de mayo de 2019       | Madrid            | Tierra batida | Gabriela Dabrowski | Su-Wei Hsieh Barbora Strýcová      | 3-6, 1-6         |
| 7.  | 14 de julio de 2019      | Wimbledon         | Hierba        | Gabriela Dabrowski | Su-Wei Hsieh Barbora Strýcová      | 2-6, 4-6         |
| 8.  | 29 de agosto de 2020     | Cincinnati        | Dura          | Nicole Melichar    | Květa Peschke Demi Schuurs         | 1-6, 6-4, [4-10] |
| 9.  | 11 de septiembre de 2020 | Abierto de EE.UU. | Dura          | Nicole Melichar    | Laura Siegemund Vera Zvonareva     | 4-6, 4-6         |
| 10. | 13 de marzo de 2021      | Dubái             | Dura          | Zhaoxuan Yang      | Alexa Guarachi Darija Jurak        | 0-6, 3-6         |
| 11. | 24 de mayo de 2024       | Rabat             | Tierra batida | Anna Danilina      | Irina Khromacheva Yana Sizikova    | 3-6, 2-6         |